# MOL Aréna
La MOL Aréna è uno stadio multifunzionale situato a Dunajská Streda, in Slovacchia. L'impianto ospita le partite casalinghe del FK DAC 1904 Dunajská Streda.